# Malmö jazzmanifest
Malmö jazzmanifest är en årlig jazzfestival som startade 2018 och som arrangerats 2018, 2019 och 2022. Åren 2019 och 2021 ställdes festivalen in på grund av den pågående COVID 19-pandemin.

## Program 2018[2]
- Makross feat. Ellen Forkelid
- Malin Wättring 4
- VARFÖR:DÄRFÖR
- Nadeem/Hällkvist/Kallerdahl/Finsrud
- Loïc Dequist Kvartett
- expEAR fet. Katt Hemandez
- Båtjazz med Emma and the Jazzcrusaders

## Program 2019[1]
- Fogelboo
- Anna Högberg Attack
- Farrago!
- Cenlistho
- We Float
- Squid Police
- Anna Högberg Attack - Sus och Brus

## Program 2022
- Andreas W Andersson - To Become
- Nezelhorns
- Ellen Andrea Wang - Closeness[3]
- Plunge - Bobo Stenson
- Ava
- Tomas Franck